# القمة الإفريقية الأوروبية - ليبيا
أفتحت القمة الثالثة للاتحادين الأوروبي والأفريقي يوم الأثنين الموافق 29 نوفمبر من عام 2010 في طرابلس، ليبيا. 

تركز القمة على قضايا أبرزها الهجرة والحكم الراشد والديمقراطية وحقوق الإنسان والتجارة والتكامل الإقليمي وتغير المناخ والطاقة والبحث العلمي والفضاء.

ويشارك بالقمة نحو 40 رئيس دولة وحكومة من القارتين وتغيبت عنها مستشارة ألمانيا ورئيس فرنسا، إضافة إلى الرئيس السوداني.
وتعتبر هذه القمة الثالثة حيث انطلقت القمة الأولى في القاهرة عام 2000 وتعزز بقمة العاصمة البرتغالية لشبونة عام 2007، التي دعت للانتقال من علاقة المنح إلى الشراكة.
وقد عبرت عدد من الدول الأفريقية المشاركة في قمة طرابلس عن رفضها لأي مساعدات مشروطة.
في هذه الأثناء برر وزير الخارجية الليبي موسى كوسا، في تصريحات لقناة الجزيرة غياب عدد من كبار القادة الأوروبيين - من قبيل مستشارة ألمانيا أنغيلا ميركل والرئيس الفرنسي نيكولا ساركوزي - بتوقع حضور الرئيس السوداني عمر البشير للقمة. وأعلنت الخرطوم لاحقا مقاطعتها «على مختلف المستويات» لقمة طرابلس احتجاجا على الضغوط الأوروبية و«لعدم إحراج» ليبيا.
ويحضر هذه القمة علاوة على رؤساء الدول والحكومات رئيسا المفوضتين الأوروبية خوسيه مانويل باروسو والأفريقية جون بينغ، ورئيس المجلس الأوروبي هيرمان فان رومبوي، إضافة إلى الأمين العام لجامعة الدول العربية عمرو موسى.

## وصلات خارجية
- موقع قمة الاتحاد الإفريقي - الاتحاد الأوروبي الثالثة
- لجنة الاتحاد الأفريقية والمفوضية الأوربية